# Papallona de l'ortiga
La papallona de l'ortiga o ortiguera (Aglais urticae) és una espècie de lepidòpter papilionoïdeu de la família dels nimfàlids (Nymphalidae) present als Països Catalans.

## Morfologia
Envergadura alar entre 42 i 50 mm. A l'anvers predomina un color taronja llampant amb una taca negra a la regió basal, punts negres a les ales anteriors (a part del lleonat, 1 de gran i dos petits) i una franja al submarge alar puntejada de blau. Taca blanca característica a l'àpex, absent a Nymphalis polychloros.

## Ecologia
Habita en gran part d'Europa fins a la costa del Pacífic. Absent a la majoria d'illes del Mediterrani (excepte Còrsega i Sardenya), Islàndia, entre d'altres; absent també a les Illes Balears. A la península Ibèrica es troba sobretot en zones muntanyoses.
Habita allà on creixi la planta nutrícia de l'eruga, espècies del gènere Urtica tals com Urtica dioica i Urtica urens. Evita biòtops secs.
Presenta voltinisme depenent de l'altitud i localitat. Pot ser univoltina, bivoltina o trivoltina, volant des del maig fins a l'octubre. Hiberna com a imago i els primers individus hibernants apareixen durant març i abril. En dies càlids d'hivern es pot interrompre la diapausa.
Les erugues són gregàries.